# Amphiura griegi
Amphiura griegi är en ormstjärneart som beskrevs av Ole Theodor Jensen Mortensen 1920. Amphiura griegi ingår i släktet Amphiura och familjen trådormstjärnor. Inga underarter finns listade i Catalogue of Life.